# Michael Grade

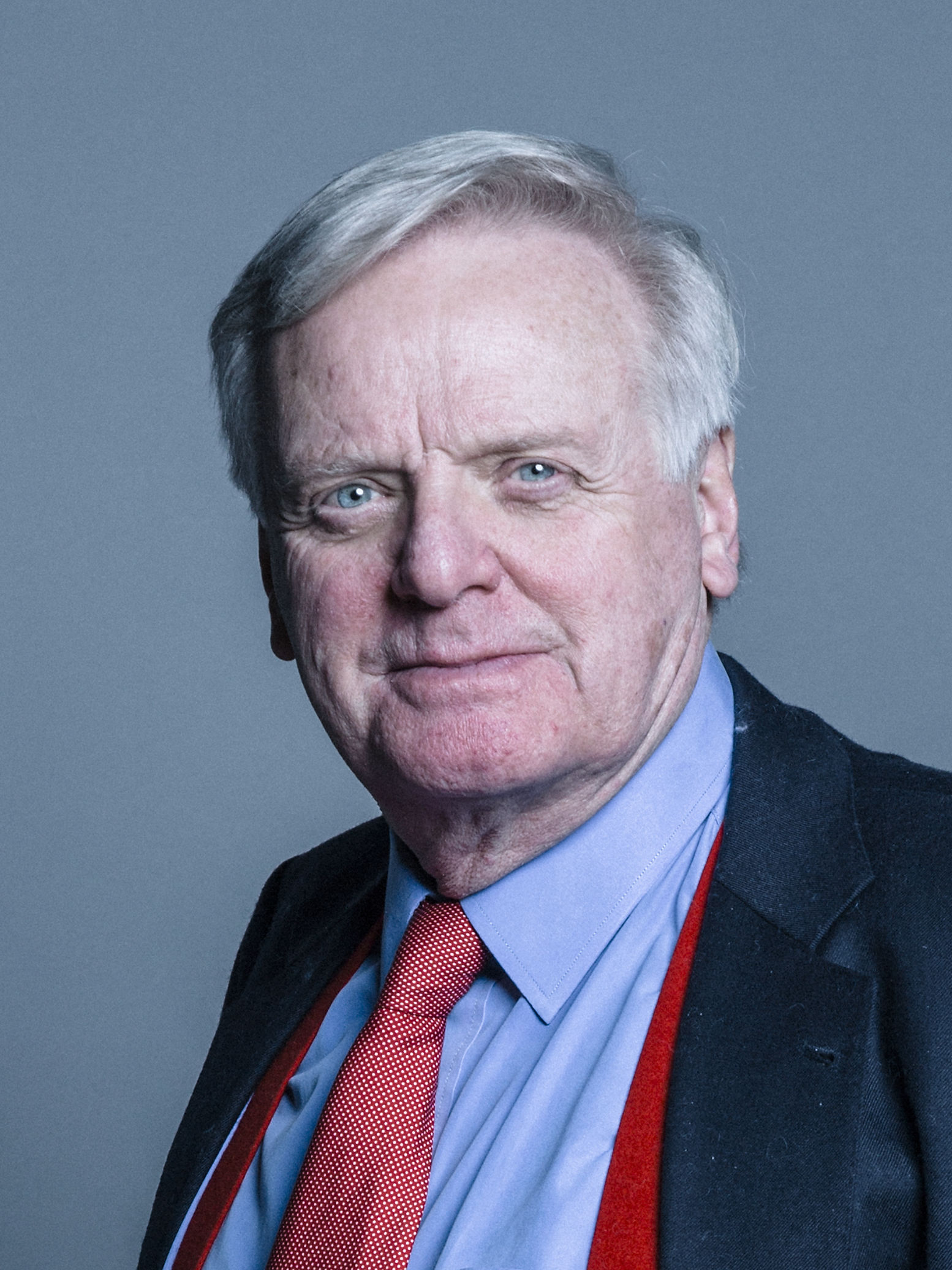
Michael Grade, Baron Grade of Yarmouth, 2018

Michael Ian Grade, Baron Grade of Yarmouth, CBE (* 8. März 1943) ist ein britischer Geschäftsmann und als Chef des Fernsehsenders ITV eine bedeutende Persönlichkeit des Rundfunks.

## Leben
Michael Grade wurde in eine jüdische Showbusinessfamilie hineingeboren. Sein Vater, Leslie Grade, hatte eine Schauspieleragentur inne, seine Onkel sind die Produzenten Lew Grade und Bernard Delfont. Er ging auf die Eliteschule Stowe und auf das St. Dunstan College.
Er begann seine Karriere 1960 als Sportjournalist für den Daily Mirror und hatte eine Sportkolumne von 1964 bis 1968. Mit Hilfe seines Vaters gelangte er zu einer Anstellung beim Sender Channel 4 und der Sendung The Late Clive James. Als sein Vater 1966 einen Schlaganfall erlitt, übernahm Grade dessen Theateragentur. 1969 zog er nach London, um dort eine Anstellung bei London  Management & Representation, einer Schauspieleragentur, anzunehmen.
Grade übernahm 1973 beim Fernsehsender London Weekend Television (LWT) die Stelle als stellvertretender Leiter für das Unterhaltungsprogramm. Dort wurde er 1976 schließlich Programmdirektor. Bei LWT arbeitete Grade sowohl an der Seite von John Birt als auch von Greg Dyke und setzte als Programmdirektor kontroverse Serien, wie Mind Your Language oder The Professionals, durch. 1981 hatte er in den Vereinigten Staaten eine Anstellung als Vorsitzender der unabhängigen Produktionsfirma Embassy Television und arbeitete zusätzlich als unabhängiger Produzent.
Grade kam 1984 als Leiter von BBC One zum BBC-Fernsehen. 1986 wurde er Programmdirektor und 1987 Managing Director Designate. Sein Tenor als Leiter war sehr kontrovers, was man an mehreren großen Diskussionen bezüglich mancher seiner Entscheidungen, wie z. B. das Absetzen der Serie Doctor Who 1985, sehen kann. Es ist nicht gänzlich klar, inwieweit Grade alleine für diese Entscheidungen verantwortlich war, doch bei den Serien Dynasty (in Deutschland „Der Denver-Clan“ genannt) und eben Doctor Who  wurde er das prominenteste Ziel der Kampagnen zur Rettung der Serien. Grade verweigerte auch eine dritte Staffel der SF-Serie The Tripods (Die dreibeinigen Herrscher).
In den letzten Jahren hat Grade bei mehreren Gelegenheiten behauptet, er habe Doctor Who aus persönlichem Missfallen abgesetzt, aber dafür gibt es keinerlei zeitnahe Beweise: Es hatte eher etwas damit zu tun, mehr Studiozeit zu gewinnen und favorisierten Projekten wie EastEnders. 1986 traf er die Entscheidung, den Schauspieler Colin Baker in der Titelrolle des Doctor Who zu feuern; Grade hatte zu der Zeit ein Verhältnis mit Bakers Exfrau Liza Goddard. 2003 betonte Grade bei einem Zeitungsinterview, dass er Baker gefeuert hätte, weil dessen Darstellung des Doktors „schlichtweg ungenießbar, tatsächlich absolut gottserbärmlich“ gewesen sei.
Grade war außerdem verantwortlich für die Wiederholung der australischen Seifenoper Neighbours am selben Tag. Sie wurde zunächst nur im Nachmittagsprogramm gesendet, wurde aber dann an einem späteren Sendeplatz wiederholt, weil seine Tochter dies geraten hatte, die die Serie am früheren Sendeplatz aufgrund der Schule nicht schauen konnte. Dies stellte sich als Erfolg heraus, der bis heute anhält, mit mehr als 15 Millionen Zuschauern für den so neu erstellten 17:35 Uhr-Sendeplatz. Dieser stellt das Ende von CBBC dar, dem Kinderprogramm von BBC, und dient als Puffer zu den 6-Uhr-Nachrichten.
Grade war zudem kurz davor, die Sitcom Blackadder mit Rowan Atkinson komplett abzusetzen, weil er die ersten Folgen für unlustig befand, vor allem aufgrund zurückhaltender Kritiken und den hohen Kosten. Als Preis für das Wiedereinsetzen der Serie setzte er fest, dass sie vor Publikum abgedreht werden sollte. Blackadder wurde so zu einer der erfolgreichsten britischen Sitcoms aller Zeiten.
1987 wechselte er wieder zum kommerziellen Fernsehen, als er den Posten des Vorstandsvorsitzenden von Channel 4 annahm, wo er Jeremy Isaacs ersetzte. Grade stellte einige der intellektuelleren Sendungen des Senders ein, wofür er der „Verdummung“ bezichtigt wurde. Grade antwortete darauf mit einer Wiederholung von Palast der Winde, einem Film, bei dem die amerikanische Schauspielerin Amy Irving nackt als eine indische Prinzessin zu sehen ist. Während dieser Zeit wurde er von der konservativen Presse attackiert, so gab ihm beispielsweise der Kolumnist Paul Johnson  in der Zeitung Daily Mail den zweifelhaften Titel pornographer-in-chief, was so viel wie „Chef-Pornograph“ bedeutet. Trotzdem schaffte er es, den Sender weiter voranzutreiben zu einer Zeit, in der Channel 4 gezwungen war, Teile der Werbeeinnahmen an den rivalisierenden Sender ITV abzutreten.
Einerseits sicherte er Talente von BBC, andererseits erkannte Grade auch die wachsende Qualität des US-amerikanischen Fernsehens, weswegen er Serien wie Friends und Emergency Room – Die Notaufnahme zu Hauptstützen des Sendeplans machte. Grade wurde außerdem in einen bösartigen Streit mit Chuck Morris  über die Serie Brass Eye verwickelt. Er verließ Channel 4 in Richtung First Leisure Corporation, die er 1999 nach einer weitreichenden Umstrukturierung verließ. Daraufhin kehrte er als Vorsitzender der neuen Pinewood and Shepperton Studios in die Medien zurück.
Grade hatte Ambitionen darauf, 2001 zum Vorsitzenden des BBC Board of Governors gewählt zu werden, verlor aber gegen Gavyn Davies. Er war außerdem im Gremium des vom Unglück verfolgten Millennium Domes und war auch Vorsitzender von Octopus Publishing, der Camelot Group und von Hemscott; letzteren zu verlassen, hat er jedoch angedeutet.
Nach Davies Abdankung als Folge des Hutton-Berichts, wurde am 2. April 2004 angekündigt, dass Grade sein Nachfolger als Vorsitzender des BBC Board of Governors werde; zu dieser Zeit machte es nur Furore, dass er nicht den Posten eines Charlton-Athletic-Geschäftsführers aufgab. Er nahm diese Stelle am 17. Mai an.
Ende November 2006 wurde bekannt, dass Grade zum Jahresbeginn 2007 zum privaten Rivalen ITV wechseln und dort ebenfalls den Chefsessel bekleiden wird. Der Wechsel zu dem privaten Fernsehsender erfolgte kurz vor der Ernennung Grades zum Vorsitzenden des BBC Trust.
Nach dem Ende der ersten Staffel der wiederaufgenommenen Serie Doctor Who 2005, schrieb Grade einen Brief, in dem er allen, die an diesem Projekt teilgenommen hatten, zu dem Erfolg gratulierte und den er mit den Worten „PS: nie davon geträumt, dass ich so etwas jemals schreiben würde. Werde wohl weich!“ abschloss.
1998 wurde Michael Grade zu einem CBE ernannt. Er ist mit seiner dritten Frau Francesca verheiratet. Sie haben einen gemeinsamen Sohn namens Samuel.